# Леслі Лівслі
Леслі Лівслі (англ. Leslie Lievesley, 23 червня 1911, Ставелей, Дербішир, Велика Британія — 4 травня 1949, Суперга, Турин, Італія) — англійський футболіст, що грав на позиції захисника. Після завершення ігрової кар'єри — футбольний тренер.

## Спортивна кар'єра
До складу «Донкастер Роверз» перейшов з аматорської команди «Россінгтон». За три сезони забив 21 гол в 66 іграх третього дивізіону.
Своєю грою привернув увагу керівництва клубу «Манчестер Юнайтед», який у той час виступав у другому дивізіоні. У складі «манкуніанців» дебютував 25 березня 1932 року проти клубу «Чарльтон Атлетік». Матч на «Олд Траффорд» завершився перемогою гостей (0:2). Наступного дня брав участь у грі проти «Олдем Атлетіка» (перемога з рахунком 5:2).
Про подальшу ігрову кар'єру відомо небагато. У березні 1933 року перейшов до складу «Честерфілда». Чотири сезони виступав за команду третього дивізіону «Торкі Юнайтед». Останні два сезони провів у складі «Крістал Пелес».
Після Другої світової війни розпочав тренерську діяльність. Першим клубом був «Гераклес» з нідерландського міста Алмело. Один сезон пропрацював тренером з фізичної підготовки в збірній Нідерландів. На аналогічній посаді перебував у складі італійської команди на Олімпійських іграх у Лондоні.
1948 року ввійшов до тренерського штабу «Торіно», лідера тогочасного італійського футболу. Під керівництвом Леслі Лівслі і Ернеста Ербштейна, команда впевнело лідирувала і в сезоні 1948/49.
Навесні 1949 року керівництво туринського клубу прийняло запрошення від португальського гранда, «Бенфіки», взяти участь у товариській грі на честь однієї з найбільших тодішніх зірок лісабонського клубу, Франсішку Феррейри. Гра відбулася 3 травня 1949 року в Лісабоні й завершилася поразкою італійських гостей з рахунком 3:4. Наступного дня команда «Торіно», працівники клубу і журналісти вилетіли додому рейсом Лісабон—Барселона—Турин.
Поблизу Савони літак почав знижуватися через складні погодні умови. Приблизно о 17:03 — здійснив поворот для заходу на посадку і невдовзі зіткнувся з кам'яною огорожею базиліки Суперга на вершині однойменної гори, що височіє над околицями Турина. Внаслідок авікатастрофи усі чотири члени екіпажу і 27 пасажирів загинули на місці.
На момент загибелі основного складу «Торіно», до завершення сезону в Серії A лишалося чотири тури і команда очолювала чемпіонські перегони. В останніх турах, честь клубу захищали гравці молодіжної команди. Усі суперники в цих матчах («Дженоа», «Палермо», «Сампдорія» і «Фіорентина»), з поваги до загиблих чемпіонів, також виставляли на поле молодіжні склади своїх клубів. Молодіжна команда «Торіно» перемогла у всіх останніх іграх сезону, здобувши таким чином посмертний чемпіонський титул для своїх старших товаришів.

## Досягнення
- Чемпіон Італії (1):

«Торіно»: 1948–49